# Elin Almqvist
Elin Almqvist, född 1976, är en svensk politiker (socialdemokrat). 
Almqvist har framför allt tjänstgjort på Justitiedepartementet där hon var politiskt sakkunnig 2005–2006 och 2015–2019 samt stabschef 2019–2020 hos justitie- och migrationsminister Morgan Johansson. Hon var statssekreterare, först på Socialdepartementet hos socialminister Lena Hallengren 2021 och därefter åter på Justitiedepartementet hos integrations- och migrationsminister Anders Ygeman 2021–2022.
Almqvist avlade en filosofie kandidatexamen i samhällsgeografi vid Uppsala universitet 2001. Hon har tjänstgjort i olika befattningar på Polisen 2006–2013 och var utredningssekreterare i genomförandekommittén för den nya Polismyndigheten 2013–2015. Hon har varit politiskt aktiv för socialdemokraterna i Huddinge kommun från 2017.  